# وندن
وندن (به ایتالیایی: Vendone) یک کومونه در ایتالیا است که در استان ساونا واقع شده‌است.

## خصوصیات
وندن ۱۰٫۱ کیلومترمربع مساحت و ۴۱۰ نفر جمعیت دارد.